# Modo de segurança (espaçonave)
Modo de segurança ou safe mode é um modo operacional de uma espaçonave onde apenas os sistemas necessários para o operação da espaçonave (como controle de temperatura, recepção de rádio e controle de altitude) são ativos.
O modo de segurança é ativado automaticamente quando uma falha de sistema e/ou condições operacionais anormais são detectados. Em modo de segurança, equipamentos não necessários para o funcionamento da espaçonave são desativados. Controle de altitude, no caso da perda de, é a principal prioridade, visto que é necessário para a manutenção do balanceamento térmico e permitir a iluminação adequada dos painéis solares da espaçonave, visto que a perda de ambas pode causar perda da espaçonave via exposição à temperaturas além ou abaixo do limite, ou da perda de eletricidade.
Uma espaçonave que entrou em modo de segurança foi a Solar and Heliospheric Observatory, que entrou em modo de segurança por quatro meses, em 1998.